# El Llobregat (vattendrag i Spanien, Província de Girona)
El Llobregat är ett vattendrag i Spanien.   Det ligger i provinsen Província de Girona och regionen Katalonien, i den östra delen av landet, 600 km öster om huvudstaden Madrid.